# آدمی (فیلم ۱۹۹۳)
آدمی (انگلیسی: Aadmi) یک فیلم به کارگردانی ارشد خان است که در سال ۱۹۹۳ منتشر شد. از بازیگران آن می‌توان به میتون چاکرابورتی و گائوتامی اشاره کرد.